# Bottesford (Lincolnshire)
Bottesford – miasto w Anglii, w hrabstwie ceremonialnym Lincolnshire, w dystrykcie (unitary authority) North Lincolnshire. Leży 36 km na północ od Lincoln i 230 km na północ od Londynu.